# 1. Fußball-Club Nürnberg Verein für Leibesübungen 2004-2005
Questa voce raccoglie le informazioni riguardanti il 1. Fußball-Club Nürnberg Verein für Leibesübungen nelle competizioni ufficiali della stagione 2004-2005.

## Stagione
Nella stagione 2004-2005 il Norimberga, allenato da Wolfgang Wolf, concluse il campionato di Bundesliga al 14º posto. In Coppa di Germania il Norimberga fu eliminato al secondo turno dal LR Ahlen.

## Rosa
| N. |                       | Ruolo | Calciatore               |
| -- | --------------------- | ----- | ------------------------ |
| 1  | Germania (bandiera)   | P     | Raphael Schäfer          |
| 3  | Germania (bandiera)   | D     | Frank Wiblishauser       |
| 4  | Polonia (bandiera)    | D     | Tomasz Hajto             |
| 5  | Germania (bandiera)   | D     | Andreas Wolf             |
| 6  | Germania (bandiera)   | C     | Sven Müller              |
| 7  | Rep. Ceca (bandiera)  | D     | Marek Nikl               |
| 8  | Germania (bandiera)   | C     | Marcel Ketelaer          |
| 9  | Germania (bandiera)   | A     | Markus Daun              |
| 10 | Croazia (bandiera)    | C     | Ivica Banović            |
| 11 | Slovacchia (bandiera) | C     | Marek Mintál             |
| 12 | Germania (bandiera)   | P     | Dirk Langerbein          |
| 13 | Svizzera (bandiera)   | C     | Mario Cantaluppi         |
| 14 | Brasile (bandiera)    | D     | Leandro Antonio da Silva |
| 16 | Norvegia (bandiera)   | C     | Tommy Svindal Larsen     |
| 17 | Germania (bandiera)   | C     | Lars Müller              |

| N. |                       | Ruolo | Calciatore        |
| -- | --------------------- | ----- | ----------------- |
| 18 | Germania (bandiera)   | P     | Daniel Klewer     |
| 20 | Polonia (bandiera)    | D     | Bartosz Bosacki   |
| 21 | Germania (bandiera)   | A     | Markus Schroth    |
| 22 | Ghana (bandiera)      | A     | Lawrence Aidoo    |
| 24 | Finlandia (bandiera)  | C     | Pekka Lagerblom   |
| 26 | Germania (bandiera)   | C     | Maik Wagefeld     |
| 27 | Germania (bandiera)   | A     | Stefan Kießling   |
| 28 | Germania (bandiera)   | D     | Dominik Reinhardt |
| 30 | Germania (bandiera)   | P     | Philipp Tschauner |
| 31 | Germania (bandiera)   | D     | Thomas Paulus     |
| 32 | Marocco (bandiera)    | C     | Mehdi Taouil      |
| 33 | Slovacchia (bandiera) | A     | Róbert Vittek     |
| 34 | Slovacchia (bandiera) | C     | Samuel Slovák     |
| 36 | Germania (bandiera)   | C     | Sebastian Szikal  |
| 40 | Germania (bandiera)   | C     | Andre Kunkel      |

## Organigramma societario
Area tecnica
- Allenatore: Wolfgang Wolf
- Allenatore in seconda: Dieter Lieberwirth
- Preparatore dei portieri: Michael Fuchs
- Preparatori atletici:

## Calciomercato

### Sessione estiva
| Acquisti | Acquisti                 | Acquisti              | Acquisti |
| R.       | Nome                     | da                    | Modalità |
| -------- | ------------------------ | --------------------- | -------- |
| C        | Mario Cantaluppi         | Basilea               |          |
| C        | Ivica Banović            | Werder Brema          |          |
| D        | Bartosz Bosacki          | Lech Poznań           |          |
| A        | Markus Daun              | Werder Brema          |          |
| D        | Tomasz Hajto             | Schalke 04            |          |
| P        | Daniel Klewer            | Hansa Rostock         |          |
| D        | Leandro Antonio da Silva | América               |          |
| A        | Markus Schroth           | Monaco 1860           |          |
| P        | Philipp Tschauner        | Norimberga (juniores) |          |
| C        | Maik Wagefeld            | Dinamo Dresda         |          |

| Cessioni | Cessioni        | Cessioni             | Cessioni |
| R.       | Nome            | da                   | Modalità |
| -------- | --------------- | -------------------- | -------- |
| A        | Saša Ćirić      | Kickers Offenbach    |          |
| A        | Pavel David     | Rot-Weiß Erfurt      |          |
| P        | Darius Kampa    | Borussia M'gladbach  |          |
| D        | Tomasz Kos      | Erzgebirge Aue       |          |
| C        | Jacek Krzynówek | Bayer Leverkusen     |          |
| C        | Michael Kügler  | Osnabrück            |          |
| P        | Kristian Nicht  | Alemannia Aquisgrana |          |
| A        | Herbert Obele   | Jahn Ratisbona       |          |
| D        | Stephan Paßlack | Uerdingen 05         |          |
| D        | Tony Sanneh     | Columbus Crew        |          |
| C        | Danijel Štefulj | Hannover 96          |          |
| D        | Thomas Stehle   | Alemannia Aquisgrana |          |
| C        | Vlademir        | Sebatspor            |          |

### Sessione invernale
| Acquisti | Acquisti        | Acquisti     | Acquisti |
| R.       | Nome            | da           | Modalità |
| -------- | --------------- | ------------ | -------- |
| P        | Dirk Langerbein | Duisburg     |          |
| C        | Pekka Lagerblom | Werder Brema |          |

| Cessioni | Cessioni | Cessioni | Cessioni |
| R.       | Nome     | da       | Modalità |
| -------- | -------- | -------- | -------- |

## Risultati

### Bundesliga

#### Girone di andata
| Arbitro: | Weiner |

|                  |           |                                          |
| Zandi 59’ (rig.) | Marcatori | 12’ (rig.) Banović 61’ Vittek 84’ Müller |

| Arbitro: | Kemmling |

|             |           |          |
| Banović 15’ | Marcatori | 7’ Cacau |

| Arbitro: | Merk |

|                                              |           |                      |
| Buyten 12’ Schlicke 40’ Mpenza 51’ Lauth 87’ | Marcatori | 37’, 76’, 84’ Mintál |

| Norimberga 11 settembre 2004, ore 15:30 CEST 4ª giornata | Norimberga | 0 – 0 referto | Hertha Berlino | Frankenstadion (30 891 spett.)\| Arbitro: \| Trautmann \| |
| Arbitro:                                                 | Trautmann  |               |                |                                                           |

| Arbitro: | Kircher |

|                              |           |                                |
| Butt 76’ (rig.) Berbatov 80’ | Marcatori | 23’ Müller 69’ (aut.) Placente |

| Arbitro: | Meyer |

|              |           |                        |
| Kießling 76’ | Marcatori | 18’ Vata 64’ Owomoyela |

| Arbitro: | Fröhlich |

|                 |           |                       |
| Koller 27’, 45’ | Marcatori | 23’ Mintál 25’ Vittek |

| Arbitro: | Keßler |

|                                   |           |  |
| Mintál 26’ Vittek 49’ Schroth 56’ | Marcatori |  |

| Arbitro: | Kinhöfer |

|                                             |           |                   |
| Klasnić 13’ Micoud 18’ Schulz 75’ Ernst 88’ | Marcatori | 64’ (rig.) Mintál |

| Arbitro: | Fröhlich |

|  |           |                            |
|  | Marcatori | 10’ (rig.) Ailton 45’ Sand |

| Arbitro: | Gagelmann |

|  |           |                  |
|  | Marcatori | 56’, 59’ Schroth |

| Arbitro: | Gräfe |

|                                 |           |  |
| Mintál 1’, 28’, 49’ Schroth 45’ | Marcatori |  |

| Arbitro: | Merk |

|                                 |           |                   |
| Neuville 19’ (rig.) Svěrkoš 73’ | Marcatori | 90’ (rig.) Mintál |

| Arbitro: | Kircher |

|            |           |             |
| Mintál 81’ | Marcatori | 56’ Stendel |

| Arbitro: | Trautmann |

|                            |           |            |
| Lokvenc 23’, 49’ Kalla 44’ | Marcatori | 65’ Mintál |

| Arbitro: | Meyer |

|                               |           |                               |
| Mintál 23’ Banović 74’ (rig.) | Marcatori | 26’ (rig.) Makaay 60’ Roberto |

| Arbitro: | Jansen |

|  |           |             |
|  | Marcatori | 10’ Schroth |

#### Girone di ritorno
| Arbitro: | Fandel |

|            |           |                                         |
| Müller 67’ | Marcatori | 51’ Nzelo-Lembi 60’ Blank 83’ Grammozīs |

| Arbitro: | Gagelmann |

|                       |           |                                       |
| Meira 52’ Szabics 70’ | Marcatori | 6’ Müller 11’, 85’ Schroth 83’ Mintál |

| Arbitro: | Kinhöfer |

|            |           |                             |
| Vittek 82’ | Marcatori | 31’, 53’ Takahara 90’ Lauth |

| Arbitro: | Weiner |

|                                 |           |            |
| Kovač 30’ (rig.) Wichniarek 90’ | Marcatori | 79’ Mintál |

| Arbitro: | Meyer |

|                 |           |                                            |
| Mintál 29’, 53’ | Marcatori | 2’, 59’ Berbatov 32’ Ramelow 79’ Krzynówek |

| Arbitro: | Kircher |

|                                    |           |            |
| Buckley 6’ Owomoyela 19’ Pinto 73’ | Marcatori | 30’ Mintál |

| Arbitro: | Gräfe |

|                              |           |                              |
| Mintál 76’ Vittek 89’ (rig.) | Marcatori | 62’ Wörns 86’ (rig.) Rosický |

| Arbitro: | Wagner |

|                          |           |                            |
| Koejoe 7’ Bajramović 59’ | Marcatori | 23’ Müller 86’, 90’ Mintál |

| Arbitro: | Weiner |

|              |           |                  |
| Kießling 69’ | Marcatori | 22’, 45’ Klasnić |

| Arbitro: | Wagner |

|                                       |           |            |
| Hanke 24’, 36’ Ailton 40’ Lincoln 74’ | Marcatori | 55’ Slovák |

| Arbitro: | Fröhlich |

|                              |           |  |
| Wagefeld 59’, 88’ Mintál 68’ | Marcatori |  |

| Arbitro: | Merk |

|  |           |              |
|  | Marcatori | 63’ Kießling |

| Norimberga 24 aprile 2005, ore 17:30 CEST 30ª giornata | Norimberga | 0 – 0 referto | Borussia M'gladbach | Frankenstadion (43 019 spett.)\| Arbitro: \| Weiner \| |
| Arbitro:                                               | Weiner     |               |                     |                                                        |

| Arbitro: | Gagelmann |

|             |           |  |
| Kaufman 87’ | Marcatori |  |

| Arbitro: | Merk |

|                     |           |                 |
| Daun 21’ Mintál 84’ | Marcatori | 90’ Meichelbeck |

| Arbitro: | Fröhlich |

|                                                                |           |                                       |
| Pizarro 8’ Ballack 24’ Makaay 31’, 41’ (rig.) Deisler 44’, 78’ | Marcatori | 51’ (aut.) Demichelis 80’, 83’ Slovák |

| Arbitro: | Kircher |

|                   |           |                       |
| Mintál 18’ (rig.) | Marcatori | 15’ Weiland 87’ Thurk |

### Coppa di Germania
| Arbitro: | Kircher |

|             |           |                        |
| Fischer 34’ | Marcatori | 63’ Aidoo 90’ Kießling |

| Arbitro: | Hoyzer |

|                       |           |                                 |
| Mintál 20’ Vittek 44’ | Marcatori | 56’, 113’ Bamba 59’ Gorschlüter |

## Statistiche

### Statistiche di squadra
| Competizione      | Punti | In casa | In casa | In casa | In casa | In casa | In casa | In trasferta | In trasferta | In trasferta | In trasferta | In trasferta | In trasferta | Totale | Totale | Totale | Totale | Totale | Totale | DR |
| Competizione      | Punti | G       | V       | N       | P       | Gf      | Gs      | G            | V            | N            | P            | Gf           | Gs           | G      | V      | N      | P      | Gf     | Gs     | DR |
| ----------------- | ----- | ------- | ------- | ------- | ------- | ------- | ------- | ------------ | ------------ | ------------ | ------------ | ------------ | ------------ | ------ | ------ | ------ | ------ | ------ | ------ | -- |
| Bundesliga        | 38    | 17      | 4       | 6       | 7       | 25      | 25      | 17           | 6            | 2            | 9            | 30           | 38           | 34     | 10     | 8      | 16     | 55     | 63     | -8 |
| Coppa di Germania | -     | 1       | 0       | 0       | 1       | 2       | 3       | 1            | 1            | 0            | 0            | 2            | 1            | 2      | 1      | 0      | 1      | 4      | 4      | 0  |
| Totale            | 38    | 18      | 4       | 6       | 8       | 27      | 28      | 18           | 7            | 2            | 9            | 32           | 39           | 36     | 11     | 8      | 17     | 59     | 67     | -8 |

### Andamento in campionato
| Giornata  | 1 | 2 | 3 | 4 | 5 | 6  | 7  | 8  | 9  | 10 | 11 | 12 | 13 | 14 | 15 | 16 | 17 | 18 | 19 | 20 | 21 | 22 | 23 | 24 | 25 | 26 | 27 | 28 | 29 | 30 | 31 | 32 | 33 | 34 |
| --------- | - | - | - | - | - | -- | -- | -- | -- | -- | -- | -- | -- | -- | -- | -- | -- | -- | -- | -- | -- | -- | -- | -- | -- | -- | -- | -- | -- | -- | -- | -- | -- | -- |
| Luogo     | T | C | T | C | T | C  | T  | C  | T  | C  | T  | C  | T  | C  | T  | C  | T  | C  | T  | C  | T  | C  | T  | C  | T  | C  | T  | C  | T  | C  | T  | C  | T  | C  |
| Risultato | V | N | P | N | N | P  | N  | V  | P  | P  | V  | V  | P  | N  | P  | N  | V  | P  | V  | P  | P  | P  | P  | N  | V  | P  | P  | V  | V  | N  | P  | V  | P  | P  |
| Posizione | 2 | 3 | 7 | 9 | 9 | 11 | 12 | 11 | 11 | 13 | 12 | 10 | 11 | 12 | 12 | 13 | 12 | 13 | 11 | 13 | 13 | 13 | 14 | 15 | 13 | 14 | 15 | 13 | 13 | 13 | 14 | 13 | 14 | 14 |

Legenda:

Luogo: C = Casa; T = Trasferta. Risultato: V = Vittoria; N = Pareggio; P = Sconfitta.

### Statistiche dei giocatori
| Giocatore       | Bundesliga | Bundesliga | Bundesliga  | Bundesliga | Coppa di Germania | Coppa di Germania | Coppa di Germania | Coppa di Germania | Totale   | Totale | Totale      | Totale     |
| Giocatore       | Presenze   | Reti       | Ammonizioni | Espulsioni | Presenze          | Reti              | Ammonizioni       | Espulsioni        | Presenze | Reti   | Ammonizioni | Espulsioni |
| --------------- | ---------- | ---------- | ----------- | ---------- | ----------------- | ----------------- | ----------------- | ----------------- | -------- | ------ | ----------- | ---------- |
| L. Aidoo        | 7          | 0          | 4           | 0          | 1                 | 1                 | 0                 | 0                 | 8        | 1      | 4           | 0          |
| I. Banović      | 22         | 3          | 5           | 0          | 2                 | 0                 | 0                 | 0                 | 24       | 3      | 5           | 0          |
| B. Bosacki      | 13         | 0          | 1           | 0          | 0                 | 0                 | 0                 | 0                 | 13       | 0      | 1           | 0          |
| M. Cantaluppi   | 26         | 0          | 10          | 1          | 1                 | 0                 | 0                 | 0                 | 27       | 0      | 10          | 1          |
| M. Daun         | 20         | 1          | 2           | 0          | 2                 | 0                 | 0                 | 0                 | 22       | 1      | 2           | 0          |
| T. Hajto        | 17         | 0          | 6           | 1          | 1                 | 0                 | 1                 | 0                 | 18       | 0      | 7           | 1          |
| M. Ketelaer     | 4          | 0          | 0           | 0          | 1                 | 0                 | 0                 | 0                 | 5        | 0      | 0           | 0          |
| S. Kießling     | 27         | 3          | 2           | 0          | 2                 | 1                 | 1                 | 0                 | 29       | 4      | 3           | 0          |
| D. Klewer       | 5          | 0          | 0           | 0          | 1                 | 0                 | 0                 | 0                 | 6        | 0      | 0           | 0          |
| A. Kunkel       | 0          | 0          | 0           | 0          | 0                 | 0                 | 0                 | 0                 | 0        | 0      | 0           | 0          |
| P. Lagerblom    | 11         | 0          | 5           | 0          | 0                 | 0                 | 0                 | 0                 | 11       | 0      | 5           | 0          |
| D. Langerbein   | 3          | 0          | 0           | 0          | 0                 | 0                 | 0                 | 0                 | 3        | 0      | 0           | 0          |
| T. Larsen       | 29         | 0          | 9           | 0          | 1                 | 0                 | 0                 | 0                 | 30       | 0      | 9           | 0          |
| M. Mintál       | 34         | 24         | 3           | 0          | 1                 | 1                 | 0                 | 0                 | 35       | 25     | 3           | 0          |
| L. Müller       | 33         | 2          | 4           | 0          | 2                 | 0                 | 0                 | 0                 | 35       | 2      | 4           | 0          |
| S. Müller       | 33         | 3          | 6           | 0          | 2                 | 0                 | 0                 | 0                 | 35       | 3      | 6           | 0          |
| M. Nikl         | 25         | 0          | 4           | 0          | 1                 | 0                 | 0                 | 0                 | 26       | 0      | 4           | 0          |
| T. Paulus       | 9          | 0          | 0           | 1          | 2                 | 0                 | 0                 | 0                 | 11       | 0      | 0           | 1          |
| D. Reinhardt    | 13         | 0          | 1           | 0          | 2                 | 0                 | 0                 | 0                 | 15       | 0      | 1           | 0          |
| M. Schroth      | 23         | 7          | 3           | 0          | 1                 | 0                 | 0                 | 0                 | 24       | 7      | 3           | 0          |
| R. Schäfer      | 26         | 0          | 0           | 0          | 1                 | 0                 | 0                 | 0                 | 27       | 0      | 0           | 0          |
| L. Silva        | 3          | 0          | 1           | 0          | 0                 | 0                 | 0                 | 0                 | 3        | 0      | 1           | 0          |
| S. Slovák       | 13         | 3          | 0           | 0          | 1                 | 0                 | 0                 | 0                 | 14       | 3      | 0           | 0          |
| S. Szikal       | 0          | 0          | 0           | 0          | 0                 | 0                 | 0                 | 0                 | 0        | 0      | 0           | 0          |
| M. Taouil       | 0          | 0          | 0           | 0          | 0                 | 0                 | 0                 | 0                 | 0        | 0      | 0           | 0          |
| P. Tschauner    | 0          | 0          | 0           | 0          | 0                 | 0                 | 0                 | 0                 | 0        | 0      | 0           | 0          |
| R. Vittek       | 24         | 5          | 2           | 0          | 1                 | 1                 | 0                 | 0                 | 25       | 6      | 2           | 0          |
| M. Wagefeld     | 21         | 2          | 2           | 0          | 0                 | 0                 | 0                 | 0                 | 21       | 2      | 2           | 0          |
| F. Wiblishauser | 13         | 0          | 0           | 0          | 0                 | 0                 | 0                 | 0                 | 13       | 0      | 0           | 0          |
| A. Wolf         | 16         | 0          | 4           | 1          | 2                 | 0                 | 1                 | 0                 | 18       | 0      | 5           | 1          |